# Sea Breeze Jazz Records
Sea Breeze Jazz Records is een Amerikaans platenlabel, dat jazz uitbrengt, waaronder veel muziek van bigbands. Het label werd begin jaren tachtig opgericht en is gevestigd in Pismo Beach. Een zusterlabel is Sea Breeze Vista.
Musici en groepen waarvan muziek op het label uitkwam zijn onder meer Rob McConnell, Matt Catingub, Bill Kirchner, Roger Neumann's Rather Large Band, Sammy Nestico, Bruce Lofgren, Jim Knapp, Roy Wiegand, Rob Stoneback, Alan Baylock en Matt Niess.